# Ermanno Iacobellis
Ermanno Iacobellis (Bari, 31 maggio 1937) è un politico e magistrato italiano.

## Biografia
Laureato in giurisprudenza, è magistrato.
Nel 1996 è eletto alla Camera con il Polo per le Libertà vincendo nel collegio uninominale di Trani con il 44,6%; a Montecitorio fa parte del gruppo parlamentare di Alleanza Nazionale. Nell'aprile 1999 aderisce al gruppo parlamentare dell'Unione Democratica per la Repubblica (UDR), che si era da poco sciolto come partito, e partecipa alla fondazione dell'Unione Democratici per l'Europa (UDEUR) di Clemente Mastella, votando quindi la fiducia ai governi di centrosinistra. Presentò come primo firmatario la proposta di legge per l'istituzione della provincia di Barletta-Andria-Trani, che diventò tale nella legislatura successiva. Termina il suo incarico parlamentare nel 2001.